# السفراء (رواية)
السفراء (بالإنجليزية: The Ambassadors) هي رواية نشرت عام 1903 بقلم هنري جيمس، نشرت في البداية كمسلسل في جريدة نورث أميركان ريفيو (NAR). ينظر إليها على أنها إحدى روائع الفترة الأخيرة من حياة جيمس، وهي كوميديا سوداء تروي رحلة بطل الرواية لويس لامبرت ستريثر إلى أوروبا باحثا عن رجل يدعى تشاد نيوسم، الذي يحتمل أنه الابن الضال لخطيبته الأرملة؛ حيث يسعى لإعادة الشاب إلى الأعمال العائلية، لكنه يواجه مشاكل غير متوقعة. يتم السرد من منظور الرجل الثالث ومن وجهة نظر ستريثر تحديدا.

## ملخص الأحداث
بطل الرواية لويس لامبيرت سترثر، هو رجل مثقف في الخمسينيات من عمره من بلدة ووليت الخيالية في ماساتشوستس. يتم إرساله إلى باريس من قبل خطيبته الأرملة، السيدة نيوسوم، لإقناع ابنها تشاد، الشاب الضال، بالعودة إلى العمل في العائلة. الرواية مكتوبة بالكامل من منظور سترثر، وتتابع تطور تحول نظرته للأمور من وجهة نظر أمريكية إلى وجهة نظر أوروبية.
سترثر، الأمريكي في منتصف العمر الذي لا يملك الكثير من المال، يتم إرساله إلى باريس من قبل خطيبته الثرية "السيدة نيوسوم". مهمته هي إقناع ابنها "تشاد" بالعودة إلى الأعمال العائلية في ووليت. تعتقد عائلة نيوسوم أن تشاد ربما يكون قد تجاوز مدة جولته في أوروبا بسبب علاقة رومانسية غير لائقة، ربما مع مغامرة مبتذلة. يدرك القارئ، من خلال إشارات غير مباشرة، أن فشل سترثر في مهمته قد يعرض علاقته بخطيبته السيدة نيوسوم للخطر. يلتقي سترثر في باريس ب"ماريّا غوستري" التي تقدم له رؤى ثمينة حول الحياة الأوروبية.
عندما يجد سترثر تشاد، يتفاجأ لاكتشافه أن تشاد قد تحسن منذ آخر مرة قابله فيها في أمريكا. يظهر تشاد بسمات من الرقي والحضارة والأناقة والتهذيب، وهو ما لا يتوقعه سترثر من شخص متورط في علاقة رومانسية غير لائقة. يتساءل سترثر عن سبب هذا التحول. عندما يعرض تشاد تقديمه إلى بعض من أصدقائه المقربين—مدام دي فيونيت وابنتها جيان—يوافق سترثر بحماس. ماريّا غوستري أيضًا في باريس وتستمر في تقديم النصائح لسترثر. تكشف أنه كانت تعرف مدام دي فيونيت من مدرسة التخرج في سويسرا. وعندما تتم المقابلة، يكتشف سترثر أن الأم وابنتها متأصلتان في الرقي والفضيلة، ويتساءل إن كانت الابنة الجميلة هي سبب التحسن في شخصية تشاد. كما يتعلم أن مدام دي فيونيت متزوجة ولكنها منفصلة عن زوجها منذ سنوات.
يتم تقديم سترثر نفسه إلى باريس بطريقة تجعل عقله وقلبه ينفتحان على رؤية أوسع لإمكانات العالم. يشعر بالحياة والتجدد. يبدأ اهتمامه بالعودة إلى أمريكا في التراجع. كما أنه لا يبذل جهداً كبيراً لإقناع تشاد بالعودة. وتبدأ مشاعر الحب تتطور لديه تجاه مدام دي فيونيت. من جانب آخر، وضح تشاد أنه ليس مهتماً بالزواج من جيان دي فيونيت، بينما يستمر في علاقته مع مدام دي فيونيت. في هذه الأثناء، تبدأ السيدة نيوسوم بالملل من فشل سترثر في التحرك بسرعة. فتقوم بإرسال مجموعة من السفراء الجدد لإنجاز المهمة، بما فيهم ابنتها وزوجها. يبدو أن هذه المجموعة لا ترى باريس، أو إمكانيات الحياة، أو تشاد أو مدام دي فيونيت بنفس الطريقة التي يراها سترثر. سارة (نيوسوم) تطلب من سترثر أن يفرض على تشاد العودة. بينما المجموعة في رحلة قصيرة، ينصح سترثر من قبل ماريّا غوستري بالخروج من باريس لرؤية الريف، فيكتشف تشاد ومدام دي فيونيت في موقف يظهر فيه أنهما متورطان عاطفيًا وجنسيًا. ربما كان هذا قد تم تدبيره من قبل ماريّا غوستري. يشعر سترثر بالخداع ولكنه يعترف بتحسن شخصية تشاد. في النهاية، يقرر تشاد العودة إلى ووليت، مما يعني إنهاء علاقته مع مدام دي فيونيت. يشعر سترثر بمشاعر مختلطة تجاه هذا القرار. هو أيضًا سيعود إلى ووليت، حتى وإن كان ذلك يعني حياة أقل حيوية. ومن غير الواضح ما إذا كانت السيدة نيوسوم ستقبله مرة أخرى في حياتها.

## الموضوعات الرئيسية
1.التحرر واكتشاف الذات: أحد الموضوعات المركزية في رواية السفراء هو فكرة التحرر من حياة مقيدة وعاطفيًا جائعة إلى حياة أكثر انفتاحًا وكرمًا وثراءً. رحلة ستريثر إلى أوروبا تمثل عملية لاكتشاف الذات، حيث يتم تعرضه لرؤية أوسع للعالم. ومع ذلك، لا يقدم هنري جيمس باريس على أنها هروب مثالي أو خالي من العيوب للأمريكيين الباحثين عن التنوير الثقافي. رحلة ستريثر في باريس تكشف له أن الحياة الأوروبية، أيضًا، لها تعقيداتها وتناقضاتها. في البداية، يُصوَّر ستريثر كشخص مقيد بشدة من تربيته الأمريكية — عاطفيًا وثقافيًا مكبوتًا. ومع ذلك، على مدار الرواية، يخضع لتحول فكري وعاطفي، حيث يفتح نفسه لفهم أوسع للحياة. هذا التحول ليس مثاليًا أو خاليًا من التحديات. يتعلم ستريثر أن التحرر لا يعني ببساطة التخلي عن ثقافته السابقة، بل ينطوي على عملية أكثر تعقيدًا لإعادة تقييم كل موقف بناءً على قيمته الفردية، دون الأحكام المسبقة.
2.تعقيد التجربة الأوروبية: بينما يسعى ستريثر للتنوير الثقافي في باريس، تكشف له رحلته عن تعقيدات وحقائق مؤلمة أحيانًا في الحياة الأوروبية. أحد التحولات الهامة هو إدراكه أن ليس كل شيء كما يبدو خاصة عندما يشهد الصراع العاطفي لماري، التي تخشى بشدة فقدان تشاد بعد كل ما فعلته من أجله. هذا يجعل ستريثر يدرك أن الرقي الأوروبي لا يعني بالضرورة الرفاهية العاطفية، وأن تحت السطح الأوروبي المتمدن هناك صراعات حقيقية. تشير الرواية إلى أن تجربة ستريثر في أوروبا هي بمثابة مرآة لصحوة عقله وعاطفته. بدلاً من تقديم باريس كجنة خالية من العيوب، يستخدمها جيمس لاستكشاف التناقضات والتعقيدات التي تصاحب عملية اكتشاف الثقافة. يتعلم ستريثر أن "الجنة" الأوروبية ليست خالية من الصراعات العاطفية، وأن التنوير الثقافي ليس بالضرورة مرادفًا للسعادة الشخصية.
3.الوساطة/التوسط: دور ستريثر كـ "سفير" هو دور رمزي، حيث يمثل شخصًا محاصرًا بين عالمين، القيم الأمريكية التي تربى عليها والرؤية الأوروبية التي يواجهها. مهمته هي إقناع تشاد بالعودة إلى أمريكا، مما يجعله وسيطًا بين القديم والجديد، بين الواجبات والرغبات الشخصية. طوال الرواية، يبرز صراع ستريثر بين التزاماته تجاه الآخرين ورغبته الشخصية في اكتشاف حياته الخاصة. الصراع الداخلي لستريثر بين واجباته تجاه السيدة نيوزوم ورغباته المتزايدة واهتماماته العاطفية تجاه الحياة الأوروبية هو جانب نفسي رئيسي لشخصيته. التوتر بين العمل من أجل الآخرين (في هذه الحالة، رغبات خطيبته) والسعي لتحقيق الاكتشاف الذاتي هو جزء أساسي لفهم شخصيته. اكتشافه النهائي يحدث عندما يربط دوره كوسيط بتقديره لأهمية تجاربه الخاصة، وليس فقط تجارب الآخرين. من خلال هذا، تعكس رحلة ستريثر التحول من رؤية حياتية "معاملاتية" (كتمثيل لرغبات الآخرين) إلى نهج أكثر شخصية وتأملية لتحقيق سعادته وحكمه الذاتي.
4.الحكم والإدراك: تتناول الرواية قضية الحكم سواء كان ذلك في كيفية حكم الآخرين أو كيفية حكم الشخص لذاته. مع تطور ستريثر طوال الرواية، يتعلم أن الأحكام المسبقة والإدراكات الخارجية (من أمريكا أو من الآخرين) غالبًا ما تكون مضللة. عليه أن يثق بملاحظاته وتجارب حياته الخاصة. الدرس النهائي لتجربة ستريثر الأوروبية هو أن الفهم الحقيقي لا يأتي من الاعتماد على آراء الآخرين أو الأفكار المسبقة عما يجب أن تكون عليه الحياة، بل من تقييم المواقف بناءً على تجربته المباشرة وحكمه الشخصي. يكمن تطور ستريثر كشخص في قدرته على التحول من قبول سلبي للأحكام الخارجية إلى فهم أكثر نشاطًا وتأملاً للعالم. بنهاية الرواية، أصبح ستريثر قادرًا على رؤية العالم بوضوح أكبر، دون أن يكون مقيدًا بالأفكار البسيطة حول الحياة الأمريكية أو الرقي الأوروبي. هذا جزء أساسي من تحوله إلى شخص أكثر تحررًا ووعيًا بذاته.

## روابط خارجية
- السفراء على موقع الموسوعة البريطانية (الإنجليزية)